# Henri Canadell
Le bienheureux Henri Canadell ((es) Enrique Canadell) 1890-1936 est un père piariste espagnol mort martyr à Castellfollit de la Roca (Catalogne) durant la Guerre d'Espagne en 1936. Il a été béatifié par Jean-Paul II en 1995. Il est inhumé dans l'église de son village : l'église Saint-Estève d'Olot.

## Biographie
Henri Canadell est né le 29 juin 1890 à Olot en Catalogne (Espagne). Il entre chez les clercs réguliers de la Mère de Dieu pour les écoles pies (aussi appelés Scolopes) en 1905. Cette congrégation d'enseignants est très répandue en Espagne et en Italie. Il fait ses études à Iratxe (Ayegui) puis à Terrassa. Il prononce ses vœux définitifs en 1912, puis il est ordonné prêtre en 1913. Il est chargé de l'enseignant à Mataró jusqu'en 1925. Il est nommé directeur du collège de Balaguer tout en continuant ses missions d'enseignant. Plus tard, il est envoyé à Barcelonne pour enseigner dans deux collèges de sa congrégation,.

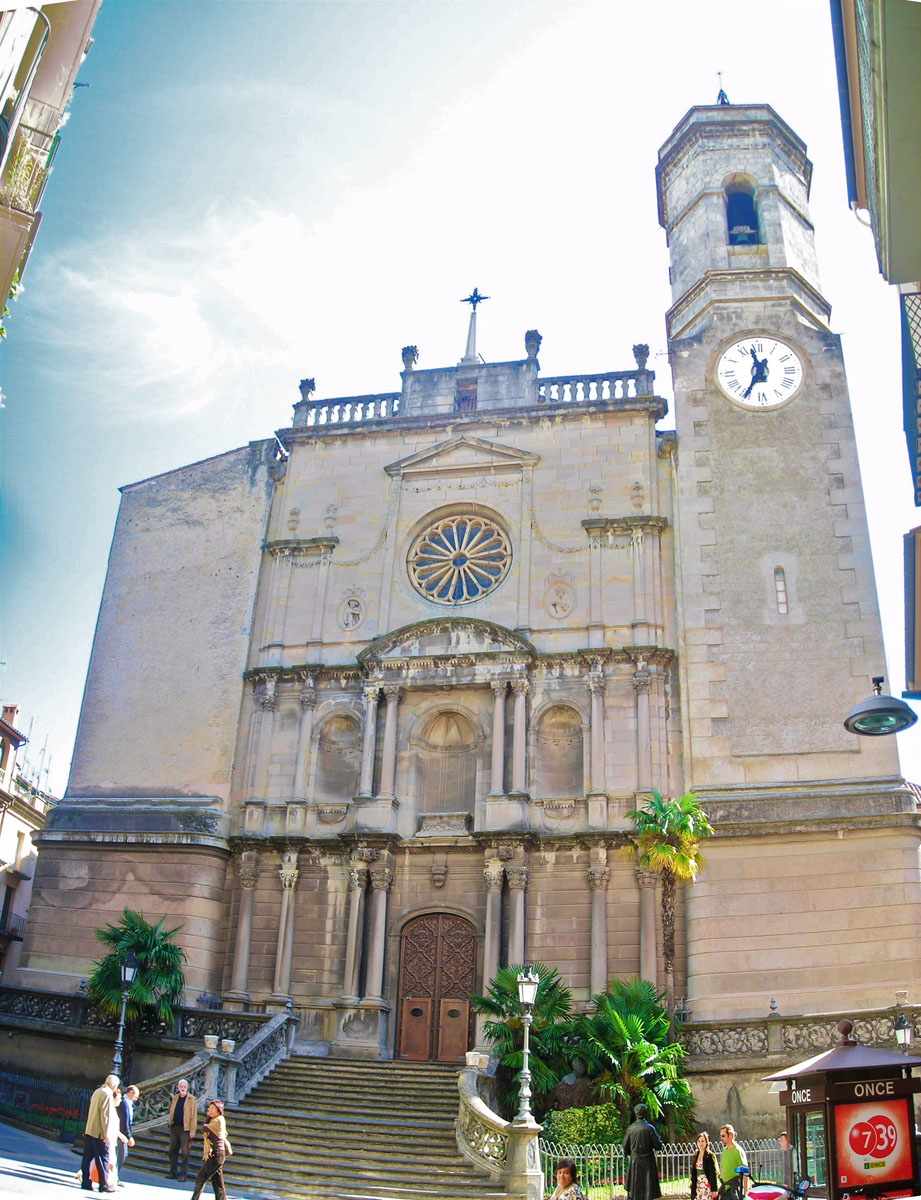
Église Saint-Estève d'Olot.

Lorsque la guerre civile éclate, il part se réfugier dans son village natal, à Olot, chez sa soeur. Mais il est dénoncé et arrêté. Il est torturé pour lui faire avouer où les autres prêtres de sa congrégation étaient caché. Il est finalement exécuté, le 17 août 1936 par un groupe d'anarcho-communistes à Castellfollit de la Roca. Le 24 avril 1939, ses restes sont exhumés et identifiés. Sa dépouille est transférée dans l'église Saint-Etienne dans son village à Olot,,.
Il est béatifié le 1er octobre 1995 par Jean-Paul II avec d'autres martyrs de la guerre d'Espagne.